# Salīm Beyg
Salīm Beyg (persiska: سلیم بیگ, سَليم بِيگ) är en ort i Iran.   Den ligger i provinsen Västazarbaijan, i den nordvästra delen av landet, 600 km väster om huvudstaden Teheran. Salīm Beyg ligger 1 701 meter över havet och antalet invånare är 218.
Terrängen runt Salīm Beyg är huvudsakligen kuperad, men västerut är den bergig. Runt Salīm Beyg är det ganska tätbefolkat, med 185 invånare per kvadratkilometer. Närmaste större samhälle är Silvana, 6,6 km väster om Salīm Beyg. Trakten runt Salīm Beyg består i huvudsak av gräsmarker.